# Culsalmond Old Parish Church

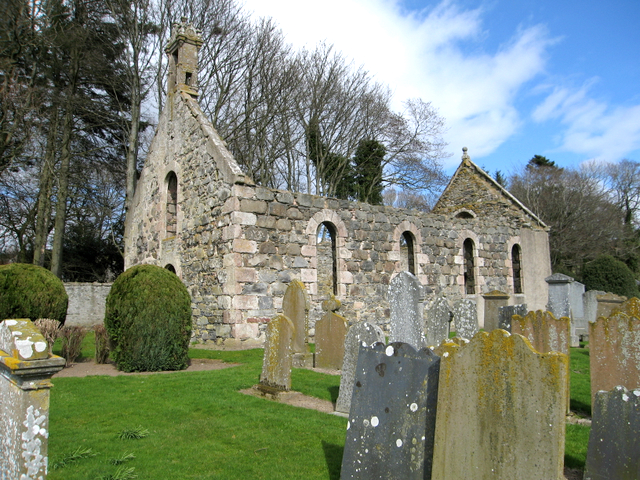
Culsalmond Old Parish Church

Die Culsalmond Old Parish Church ist eine ehemalige Pfarrkirche in der schottischen Streusiedlung Kirkton of Culsalmond in der Council Area Aberdeenshire. 1971 wurden ihre Ruinen in die schottischen Denkmallisten zunächst in der Kategorie B aufgenommen. Die Hochstufung in die höchste Denkmalkategorie A erfolgte 1988. Das zugehörige Leichenhaus ist separat als Kategorie-C-Denkmal klassifiziert.

## Geschichte
Die früheste Erwähnung einer Kirche am Standort stammt aus dem Jahre 1178 als das Landstück an die Mönche der Lindores Abbey überging. Die heutige Culsalmond Old Parish Church wurde als Andreaskirche im Jahre 1789 errichtet. Hierbei wurde der 1680 erbaute Dachreiter integriert. 1867 wurde die nahegelegene heutige Culsalmond Parish Church errichtet. Zugunsten dieser Kirche wurde die Andreaskirche 1938 aufgegeben. Heute ist sie nur noch als Ruine erhalten. Ältere Aufzeichnung erwähnen einen aus zwölf Steinen bestehenden Recumbent Stone Circle auf dem umgebenden Friedhof, der bei jüngeren Ortsterminen nicht bestätigt werden konnte.

## Beschreibung
Das Kirchengebäude steht abseits der A920 am Nordrand der Streusiedlung. Das Mauerwerk der länglichen Saalkirche besteht aus Bruchstein. Verschiedentlich wurde wiederverwendetes Steinmaterial eines Vorgängerbauwerks identifiziert; darunter die rötlichen Sandsteineinfassungen der Gebäudeöffnungen. Die Außenfassaden waren einst mit Harl verputzt. Insgesamt sind sechs Rundbogenfenster verbaut, von denen sich vier entlang der Südfassade reihen. Auf dem Westgiebel sitzt der ältere Dachreiter, der einst das Geläut trug. Das abschließende Satteldach ist nicht erhalten.
An der Nordostseite des umgebenden Friedhofs befindet sich das ungenutzte Leichenhaus. Das 1,5-stöckige Gebäude mit Gewölbekeller weist einen quadratischen Grundriss auf. Es wurde im Laufe des 19. Jahrhunderts errichtet. Seine Fassaden sind Harl-verputzt. Das Gebäude schließt mit einem schiefergedeckten Pyramidendach.